# Aliaxandr Shlyk
Aliaxandr Shlyk –en bielorruso, Аляксандр Шлык– (28 de enero de 1974) es un deportista bielorruso que compitió en judo. Ganó una medalla de bronce en el Campeonato Europeo de Judo de 2005, en la categoría de –66 kg.

## Palmarés internacional
| Campeonato Europeo | Campeonato Europeo      | Campeonato Europeo | Campeonato Europeo |
| Año                | Lugar                   | Medalla            | Categoría          |
| ------------------ | ----------------------- | ------------------ | ------------------ |
| 2005               | Róterdam (Países Bajos) | Medalla de bronce  | –66 kg             |